# 滥坝站
滥坝站是位于贵州省六盘水市水城区老鹰山街道的一个铁路车站，有沪昆铁路经过，邮政编码553021。车站及其上下行区间均已电气化。车站距离贵阳站228公里，隶属成都铁路局，现办理客货运业务，是三等站。